# حواصیل برکه‌ای جاوه‌ای
حواصیل برکه‌ای جاوه‌ای (نام علمی: Ardeola speciosa) یک پرنده کنارآبزی از تیرهٔ حواصیل‌ها است که در تالاب‌های کم‌عمق آب شیرین و شور در جنوب شرقی آسیا یافت می‌شود. رژیم غذایی آن شامل حشرات، ماهی و خرچنگ است.